# 徐有貞內閣
徐有貞內閣成立於天順元年二月六日（1457年3月1日），結束於同年六月七日（1457年6月22日）。是明英宗復辟後的第一個正式內閣，由時任兵部尚書徐有貞組閣。
徐有貞內閣任內，御史楊瑄奏劾忠國公石亨、司禮監太監曹吉祥侵占民田，英宗問徐有貞及李賢，兩人均對奏，石、曹二人大為怨恨。當時英宗常常與徐有貞私下議事，曹吉祥命屬下偷偷竊聽得到，故意洩露給英宗。英宗驚訝，詢問原因，曹吉祥謊稱為徐有貞告訴，并稱外間具知，英宗從此疏遠徐有貞。恰逢御史張鵬欲彈劾石亨罪，奏摺未上，而給事中王鉉洩露給石亨、曹吉祥，兩人於是在英宗面前哭訴，佯稱此舉為內閣的政治操作。
天順元年六月七日，英宗將徐有貞、李賢下詔獄，貶為廣東、福建二省參政；同日由次輔許彬繼任內閣首輔。

## 內閣成員
| 職位   | 姓名   | 備注                   |
| ------ | ------ | ---------------------- |
| 首輔   | 徐有貞 | 高穀臨時內閣續任       |
| 次輔   | 許彬   | 高穀臨時內閣續任       |
| 大學士 | 薛瑄   | 高穀臨時內閣續任       |
| 大學士 | 李賢   | 二月九日（3月4日）入閣 |